# Popatrz na mnie
Popatrz na mnie (fr. Comme une image) – francusko-włoska komedia romantyczna z 2004 roku w reżyserii Agnès Jaoui. Zdjęcia kręcono w Paryżu oraz w departamentach Nièvre (kościół w Saint-Aubin-des-Chaumes) i Yonne (Menades, Vault-de-Lugny, L'Isle-sur-Serein).

## Główne role
- Marilou Berry jako Lolita Cassard
- Agnès Jaoui jako Sylvia Millet
- Jean-Pierre Bacri jako Étienne Cassard
- Laurent Grévill jako Pierre Millet

## Nagrody
- 57. MFF w Cannes:
  - Nagroda za najlepszy scenariusz − Jean-Pierre Bacri i Agnès Jaoui
- Europejska Nagroda Filmowa:
  - Najlepszy europejski scenarzysta roku − Jean-Pierre Bacri i Agnès Jaoui